# Морган (округ, Кентуккі)
Шаблон:StateAbbr_ 37°55′ пн. ш. 83°16′ зх. д. / 37.92° пн. ш. 83.26° зх. д.
Округ Морган (англ. Morgan County) — округ (графство) у штаті Кентуккі, США. Ідентифікатор округу 21175.

## Історія
Округ утворений 1822 року.

## Демографія
За даними перепису
2000 року
загальне населення округу становило 13948 осіб, зокрема міського населення було 2859, а сільського — 11089.
Серед мешканців округу чоловіків було 7701, а жінок — 6247. В окрузі було 4752 домогосподарства, 3570 родин, які мешкали в 5487 будинках.
Середній розмір родини становив 2,97.
Віковий розподіл населення поданий у таблиці:
| Стать    | До 15 років | 15-21 | 22-29 | 30-39 | 40-49 | 50-65 | 65-85 | Понад 85 |
| -------- | ----------- | ----- | ----- | ----- | ----- | ----- | ----- | -------- |
| Чоловіки | 1282        | 823   | 1130  | 1371  | 1312  | 1058  | 658   | 67       |
| Жінки    | 1216        | 615   | 653   | 891   | 950   | 1004  | 781   | 137      |

## Суміжні округи
- Елліотт — північ
- Лоуренс — північний схід
- Джонсон — схід
- Меґоффін — південний схід
- Вулф — південний захід
- Меніфі — захід
- Роуен — північний захід

## Виноски
1. ↑  U.S. Decennial Census. United States Census Bureau. Архів оригіналу за 19 липня 2018. Процитовано 18 серпня 2014.
2. ↑  Historical Census Browser. University of Virginia Library. Архів оригіналу за 11 серпня 2012. Процитовано 18 серпня 2014.
3. ↑  Population of Counties by Decennial Census: 1900 to 1990. United States Census Bureau. Архів оригіналу за 13 жовтня 2014. Процитовано 18 серпня 2014.
4. ↑  Census 2000 PHC-T-4. Ranking Tables for Counties: 1990 and 2000 (PDF). United States Census Bureau. Архів оригіналу (PDF) за 18 грудня 2014. Процитовано 18 серпня 2014.
5. ↑  State & County QuickFacts. United States Census Bureau. Архів оригіналу за 7 червня 2011. Процитовано 6 березня 2014.(англ.) Наведено за англійською вікіпедією.
6. ↑  American FactFinder. Бюро перепису населення США. Архів оригіналу за 26 лютого 2012. Процитовано 31 січня 2008.

| США | Це незавершена стаття з географії США. Ви можете допомогти проєкту, виправивши або дописавши її. |